# Anopheles
Anopheles és un gènere de dípters nematòcers de la família dels culícids (Culicidae). N'hi ha vora 460 espècies, de les quals 68 transmeten cinc espècies diferents de paràsits del gènere Plasmodium, que causen la malària que afecta els humans en àrees endèmiques.
Aquests vectors es donen principalment a l'Àfrica subsahariana, Àsia i regió neotropical.
Anopheles gambiae és un dels més coneguts vectors a causa del seu paper important en la transmissió de Plasmodium falciparum.
Molts Anopheles també tenen un paper considerable en la transmissió d'altres paràsits com Wuchereria bancrofti i Brugia malayi, els agents de la filariosi limfàtica.
Anopheles funestus i Anopheles gambiae són els únics representants coneguts per ser vectors d'un arbovirus del gènere alfavirus. Van tenir un paper important en les epidèmies causades pel virus o'nyong-nyong a l'Àfrica subsahariana, començant per Uganda. A. funestus també està implicat en la propagació de la malalties Yando, Tataguine i Sindbis.

## Etimologia
La paraula llatina va ser creada per Johann Wilhelm Meigen, procedent del grec antic anôphelês que significa "perjudicial" (per la combinació d'un (αν) privatiu i ôphelès (ωφελής) que significa "útil"). Va ser Georges Cuvier qui, el 1829, va afrancesar aquest terme com "Anopheles".

## Sistemàtica
- gènere Anopheles Meigen, 1818: 7 subgèneres, 464 espècies; presència en els cinc continents. Aquest és l'únic gènere que inclou espècies transmissores de malària.
  - subgènere Anopheles Meigen, 1818: 182 espècies; als cinc continents excepte a l'ecozona afrotropical i la península aràbiga. Aquest subgènere inclou als vectors atroparvus, labranchiae, maculipennis, sacharovi, messeae, freeborni, hermsi, quadrimaculatus,[9] pseudopunctipennis, vestitipennis, sinensis, barbirostris, etc;
  - subgènere Cellia Theobald, 1902: 219 espècies; vell món i l'ecozona australàsica. Conté com a vectors més importants gambiae, funestus, nili, moucheti i de vectors locals o secundaris:ovengensis, pharoensis, sergentii, stephensi, maculatus, farauti, dirus, subpictus, superpictus, sundaicus, minimus, balabacensis, culicifacies etc;
  - subgènere Kerteszia Komp, 1937: 12 espècies; Amèrica del sud. Es restringeix a les bromeliàcies en funció de la seva ecologia larvària i inclou A. bellator;
  - subgènere Lophodomyia Antunes, 1937: 6 espècies; regions neotropicals;
  - subgènere Nyssorhynchus (Blanchard): 38 espècies; nou món, sud d'Austràlia. Comprén els vectors albimanus, albitarsis, aquasalis, darlingi, nuneztovari, etc.;
  - subgènere Stethomyia Edwards, 1932: 5 espècies; regions neotropicals;
  - subgènere Baimaia Harbach, 2005: 1 espècie; Àsia sud-oriental.

## Cicle biològic
Com tots els mosquits, els Anopheles travessen quatre fases: ou, larva, pupa i adult. Les primeres 3 etapes transcorren en medi aquàtic i duren entre 5 i 14 dies, segons l'espècie i els factors ambientals com la temperatura. És en l'etapa adulta, i només en el cas de les femelles, en la que el mosquit actua de vector de la malària. Les femelles adultes poden viure fins a un mes (una mica més en captivitat), essent habitual no passar de les 2 setmanes de vida.

## Llista d'espècies
Llista amb algunes de les espècies:
- Anopheles acanthotorynus
- Anopheles aconitus
- Anopheles aitkenii
- Anopheles albimanus
- Anopheles albitarsis
- Anopheles amictus
- Anopheles annularis
- Anopheles annulipalpis
- Anopheles annulipes
- Anopheles anomalophyllus
- Anopheles anthropophagus
- Anopheles antunesi
- Anopheles apicimacula
- Anopheles apoci
- Anopheles aquasalis
- Anopheles arabiensis
- Anopheles argyritarsis
- Anopheles argyritarsis
- Anopheles artemievi
- Anopheles atroparvus
- Anopheles atropos
- Anopheles aztecus
- Anopheles baimaii
- Anopheles balabacensis
- Anopheles bambusicolus
- Anopheles bancroftii
- Anopheles barberi
- Anopheles barbirostris
- Anopheles beklemishevi
- Anopheles belenrae
- Anopheles bellator
- Anopheles benarrochi
- Anopheles boliviensis
- Anopheles bonnei
- Anopheles bradleyi
- Anopheles braziliensis
- Anopheles bustamentei
- Anopheles bwambae
- Anopheles campestris
- Anopheles canorii
- Anopheles carnevalei
- Anopheles christyi
- Anopheles claviger
- Anopheles clowi
- Anopheles coustani
- Anopheles cracens
- Anopheles crawfordi
- Anopheles crucians
- Anopheles cruzii
- Anopheles crypticus
- Anopheles culicifacies
- Anopheles daciae
- Anopheles darlingi
- Anopheles deaneorum
- Anopheles dirus
- Anopheles dispar
- Anopheles dravidicus
- Anopheles dthali
- Anopheles dunhami
- Anopheles earlei
- Anopheles eiseni
- Anopheles elegans
- Anopheles engarensis
- Anopheles epiroticus
- Anopheles evandroi
- Anopheles evansae
- Anopheles farauti
- Anopheles fausti
- Anopheles filipinae
- Anopheles flavirostris
- Anopheles fluminensis
- Anopheles fluviatilis
- Anopheles forattinii
- Anopheles franciscanus
- Anopheles freeborni
- Anopheles freyi
- Anopheles funestus
- Anopheles gabaldoni
- Anopheles galvaoi
- Anopheles gambiae
- Anopheles georgianus
- Anopheles gigas
- Anopheles gilesi
- Anopheles gomezdelatorrei
- Anopheles grabhamii
- Anopheles greeni
- Anopheles guarao
- Anopheles hailarensis
- Anopheles halophylus
- Anopheles hectoris
- Anopheles hermsi
- Anopheles hilli
- Anopheles hinesorum
- Anopheles homunculus
- Anopheles hyrcanus
- Anopheles indefinitus
- Anopheles ininii
- Anopheles intermedius
- Anopheles interruptus
- Anopheles introlatus
- Anopheles irenicus
- Anopheles jamesii
- Anopheles jeyporiensis
- Anopheles judithae
- Anopheles junlianensis
- Anopheles karwari
- Anopheles kleini
- Anopheles kochi
- Anopheles koliensis
- Anopheles kompi
- Anopheles konderi
- Anopheles koreicus
- Anopheles kosiensis
- Anopheles kunmingensis
- Anopheles kweiyangensis
- Anopheles labranchiae
- Anopheles laneanus
- Anopheles lanei
- Anopheles latens
- Anopheles leesoni
- Anopheles lesteri
- Anopheles leucosphyrus
- Anopheles liangshanensis
- Anopheles lindesayi
- Anopheles lindesayi japonicus
- Anopheles litoralis
- Anopheles longirostris
- Anopheles lungae
- Anopheles lutzii
- Anopheles macarthuri
- Anopheles maculatus
- Anopheles maculipennis
- Anopheles mangyanus
- Anopheles marajoara
- Anopheles martinius
- Anopheles mattogrossensis
- Anopheles mediopunctatus
- Anopheles melanoon
- Anopheles melas
- Anopheles meraukensis
- Anopheles merus
- Anopheles messeae
- Anopheles minimus
- Anopheles minor
- Anopheles mirans
- Anopheles moucheti
  - Anopheles moucheti bervoetsi
  - Anopheles moucheti nigeriensis
- Anopheles multicolor
- Anopheles neivai
- Anopheles nemophilous
- Anopheles neomaculipalpus
- Anopheles nigritarsis
- Anopheles nili
- Anopheles nimbus
- Anopheles nimpe
- Anopheles nivipes
- Anopheles noroestensis
- Anopheles notanandai
- Anopheles novaguinensis
- Anopheles nuneztovari
- Anopheles occidentalis
- Anopheles oiketorakras
- Anopheles oswaldoi
- Anopheles ovengensis
- Anopheles pallidus
- Anopheles pampanae
- Anopheles parapunctipennis
- Anopheles parensis
- Anopheles parvus
- Anopheles pattoni
- Anopheles peditaeniatus
- Anopheles perplexens
- Anopheles persiensis
- Anopheles peryassui
- Anopheles petragnani
- Anopheles peytoni
- Anopheles pharoensis
- Anopheles philippinensis
- Anopheles pictipennis
- Anopheles plumbeus
- Anopheles pseudojamesi
- Anopheles pseudomaculipes
- Anopheles pseudopictus
- Anopheles pseudopunctipennis
- Anopheles pseudotibiamaculatus
- Anopheles pseudowillmori
- Anopheles pulcherrimus
- Anopheles pullus
- Anopheles punctimacula
- Anopheles punctulatus
- Anopheles punctipennis
- Anopheles quadriannulatus
- Anopheles quadrimaculatus
- Anopheles rachoui
- Anopheles rangeli
- Anopheles rennellensis
- Anopheles rivulorum
- Anopheles rondoni
- Anopheles sacharovi
- Anopheles sanctielii
- Anopheles saperoi
- Anopheles sawadwongporni
- Anopheles scanloni
- Anopheles sergentii
- Anopheles shannoni
- Anopheles sinensis
- Anopheles sineroides
- Anopheles solomonis
- Anopheles somalicus
- Anopheles splendidus
- Anopheles squamifemur
- Anopheles stephensi
- Anopheles strodei
- Anopheles subpictus
- Anopheles sulawesi
- Anopheles sundaicus
- Anopheles superpictus
- Anopheles takasagoensis
- Anopheles tessellatus
- Anopheles thomasi
- Anopheles tibiamaculatus
- Anopheles torresiensis
- Anopheles triannulatus
- Anopheles trinkae
- Anopheles turkhudi
- Anopheles vagus
- Anopheles vaneedeni
- Anopheles vargasi
- Anopheles varuna
- Anopheles vestitipennis
- Anopheles walkeri
- Anopheles willmori
- Anopheles xelajuensis
- Anopheles yatsushiroensis